# Laureaci Nagrody Ig Nobla
Laureaci Nagrody Ig Nobla w poszczególnych latach (od roku 2005):

## 2021
- Biologia

Susanne Schötz, Robert Eklund i Joost van de Weijer
Za analizę odmian mruczenia, ćwierkania, gaworzenia, treli, szemrania, miauczenia, jęczenia, piszczenia, syczenia, wycia, warczenia i innych sposobów komunikacji między człowiekiem a kotem;
- Ekologia

Leila Satari, Alba Guillén, Àngela Vidal-Verdú i Manuel Porcar
Za wykorzystanie analizy genetycznej do identyfikacji różnych gatunków bakterii, które żyją w zwojach wyrzuconej gumy do żucia przyklejonych do chodników w różnych krajach;
- Chemia

Jörg Wicker, Nicolas Krauter, Bettina Derstroff, Christof Stönner, Efstratios Bourtsoukidis, Achim Edtbauer, Jochen Wulf, Thomas Klüpfel, Stefan Kramer i Jonathan Williams
Za chemiczną analizę powietrza wewnątrz kin w celu sprawdzenia, czy zapachy wytwarzane przez widzów rzetelnie wskazują poziom przemocy, seksu, zachowań antyspołecznych, używania narkotyków i wulgaryzmów w oglądanym filmie;
- Ekonomia

Pavlo Blavatskyy 
Za odkrycie, że otyłość polityków może być dobrym wskaźnikiem korupcji w danym kraju;
- Medycyna

Olcay Cem Bulut, Dare Oladokun, Burkard Lippert i Ralph Hohenberger
Za wykazanie, że orgazmy mogą być tak samo skuteczne, jak leki zmniejszające przekrwienie w poprawie oddychania przez nos;
- Pokój

Ethan Beseris, Steven Naleway i David Carrier
Za przetestowanie hipotezy, że ludziom wyewoluowały brody, aby chronić twarz przed ciosami;
- Fizyka

Alessandro Corbetta, Jasper Meeusen, Chung-min Lee, Roberto Benzi i Federico Toschi
Za przeprowadzenie eksperymentów, aby dowiedzieć się, dlaczego piesi nie zderzają się z innymi pieszymi;
- Kinetyka

Hisashi Murakami, Claudio Feliciani, Yuta Nishiyama i Katsuhiro Nishinari
Za przeprowadzanie eksperymentów, aby dowiedzieć się, jak wzajemne oczekiwanie może przyczynić się do samoorganizacji w tłumie;
- Entomologia

John Mulrennan Jr, Roger Grothaus, Charles Hammond i Jay Lamdin
Za badanie naukowe „Nowa metoda kontroli karaluchów na okrętach podwodnych”; 
- Transport

Robin Radcliffe, Mark Jago, Peter Morkel, Estelle Morkel, Pierre du Preez, Piet Beytell, Birgit Kotting, Bakker Manuel, Jan Hendrik du Preez, Michele Miller, Julia Felippe, Stephen Parry i Robin Gleed
Za eksperymentalne określenie, czy bezpieczniej jest przewozić nosorożca do góry nogami.

## 2020
- Akustyka

Stephan Reber, Takeshi Nishimura, Judith Janisch, Mark Robertson i Tecumseh Fitch
Za nakłonienie i zbadanie samicy aligatora chińskiego do ryczenia w szczelnej komorze wypełnionej powietrzem wzbogaconym helem; 
- Psychologia

Miranda Giacomin i Nicholas Rule
Za opracowanie metody identyfikacji „narcyzów” poprzez badanie ich brwi; 
- Nagroda Pokojowa

Rządy Indii i Pakistanu
Za odkrycie, że ich dyplomaci „ukradkiem dzwonią do siebie w środku nocy, a potem uciekają, zanim ktokolwiek zdąży otworzyć drzwi”; 
- Fizyka

Ivan Maksymov i Andriy Pototsky
Za eksperymentalne ustalenie, co dzieje się z kształtem żywej dżdżownicy, gdy dżdżownica wibruje z dużą częstotliwością; 
- Ekonomia

Christopher Watkins, Juan David Leongómez, Jeanne Bovet, Agnieszka Żelaźniewicz, Max Korbmacher, Marco Antônio Corrêa Varella, Ana Maria Fernandez, Danielle Wagstaff i Samuela Bolgan
Za próbę oszacowania relacji między nierównością dochodu narodowego w różnych krajach a średnią ilością pocałunków w usta; 
- Zarządzanie

Xi Guang-An, Mo Tian-Xiang, Yang Kang-Sheng, Yang Guang-Sheng i Ling Xian Si 
Pięciu zawodowych zabójców w Kuangsi w Chinach, którzy otrzymali zlecenie na zabójstwo: Po przyjęciu zapłaty za dokonanie morderstwa, Xi Guang-An zlecił zadanie Mo Tian-Xiangowi, który z kolei zlecił to zadanie Yang Kang-Shengowi, który następnie zlecił Yang Guang-Shengowi, który z kolei zlecił zabójstwo Ling Xian-Si, przy czym każdy później zaciągnięty zabójca otrzymał mniejszy procent opłaty, a nikt nie dokonał morderstwa;
- Entomologia

Richard Vetter
Za zebranie dowodów na to, że wielu entomologów boi się pająków, gdyż te nie są owadami; 
- Medycyna

Nienke Vulink, Damiaan Denys i Arnoud van Loon
Za zdiagnozowanie dawno nierozpoznanej odmiany mizofonii, niepokoju związanego ze słyszeniem dźwięków żucia; 
- Wykształcenie medyczne

Jair Bolsonaro, Boris Johnson, Narendra Modi, Andrés Manuel López Obrador, Aleksander Łukaszenka, Donald Trump, Recep Tayyip Erdoğan, Władimir Putin oraz Gurbanguly Berdimuhamedow
Za „wykorzystanie pandemii wirusa COVID-19 do nauczenia świata, że politycy mogą mieć bardziej bezpośredni wpływ na życie i śmierć niż naukowcy i lekarze”;
- Materiałoznawstwo

Metin Eren, Michelle Bebber, James Norris, Alyssa Perrone, Ashley Rutkoski, Michael Wilson i Mary Ann Raghanti
Za wykazanie, że noże wykonane z zamrożonych ludzkich odchodów nie są skutecznymi narzędziami do skórowania lub mordowania. 

## 2019
- Medycyna

Silvano Gallus
Za zebranie dowodów na to, że pizza może chronić przed nowotworami, jeśli jest produkowana i spożywana we Włoszech;
- Edukacja medyczna

Karen Pryor i Theresa McKeon
Za zastosowanie prostej techniki szkolenia zwierząt – zwanej „treningiem zatrzaskowym” – do szkolenia chirurgów w wykonywaniu operacji ortopedycznych;
- Biologia

Ling-Jun Kong, Herbert Crepaz, Agnieszka Górecka, Aleksandra Urbanek, Rainer Dumke i Tomasz Paterek
Za odkrycie, że martwe namagnesowane karaluchy zachowują się inaczej niż żywe namagnesowane karaluchy;
- Anatomia

Roger Mieusset i Bourras Bengoudifa
Za pomiar termicznej asymetrii moszny u listonoszy we Francji; 
- Chemia

Shigeru Watanabe, Mineko Ohnishi, Kaori Imai, Eiji Kawano i Seiji Igarashi
Za oszacowanie całkowitej ilości śliny wytwarzanej dziennie przez typowe pięcioletnie dziecko; 
- Inżynieria

Iman Farahbakhsh
Za wynalezienie maszyny do zmieniania pieluch dla niemowląt;
- Ekonomia

Habip Gedik, Timothy A. Voss i Andreas Voss
Za sprawdzenie, który papierowy pieniądz krajowy przenosi najwięcej niebezpiecznych bakterii; 
- Nagroda Pokojowa

Ghadzie A. bin Saif, Alexandru Papoiu, Liliana Banari, Francis McGlone, Shawn G. Kwatra, Yiong-Huak Chan i Gil Yosipovich
Za próbę zmierzenia przyjemności z drapania swędzących miejsc;
- Psychologia

Fritz Strack
Za odkrycie, że trzymanie długopisu w ustach wywołuje uśmiech, co czyni człowieka szczęśliwszym – a potem za odkrycie, że tak nie jest; 
- Fizyka

Patricia Yang, Alexander Lee, Miles Chan, Alynn Martin, Ashley Edwards, Scott Carver i David Hu
Za zbadanie, jak i dlaczego wombaty wytwarzają kał w kształcie sześcianu.

## 2018
- Medycyna

Marc Mitchell i David Wartinger
Za wykorzystanie przejażdżek kolejką górską w celu przyspieszenia przejścia kamieni nerkowych;
- Antropologia

Tomas Persson, Gabriela-Alina Sauciuc i Elainie Madsen
Za zebranie dowodów w zoo, że szympansy naśladują ludzi mniej więcej tak często i mniej więcej tak samo, jak ludzie naśladują szympansy;
- Biologia

Paul Becher, Sebastien Lebreton, Erika Wallin, Erik Hedenström, Felipe Borrero-Echeverry, Marie Bengtsson, Volker Jörger i Peter Witzgall
Za wykazanie, że eksperci od wina mogą wiarygodnie rozpoznać po zapachu obecność pojedynczej muszki owocowej w kieliszku wina;
- Chemia

Paula Romão, Adília Alarcão, César Viana
Za pomiar stopnia, w jakim ludzka ślina jest dobrym środkiem czyszczącym do brudnych powierzchni;
- Wykształcenie medyczne

Akira Horiuchi
Za raport medyczny „Kolonoskopia w pozycji siedzącej: wnioski wyciągnięte z samodzielnej kolonoskopii”;
- Literatura

Thea Blackler, Rafael Gomez, Vesna Popovic i M. Helen Thompson
Za udokumentowanie, że większość osób używających skomplikowanych produktów nie czyta instrukcji obsługi;
- Odżywianie

James Cole
Za obliczenie, że spożycie kalorii w diecie ludożerczej jest znacznie niższe niż w większości innych tradycyjnych diet mięsnych;
- Nagroda Pokojowa

Francisco Alonso, Cristina Esteban, Andrea Serge, Maria-Luisa Ballestar, Jaime Sanmartín, Constanza Calatayud i Beatriz Alamar
Za pomiar częstotliwości, motywacji i skutków krzyków i przekleństw podczas prowadzenia samochodu;
- Medycyna rozrodu

John Barry, Bruce Blank i Michel Boileau
Za używanie znaczków pocztowych do sprawdzenia, czy męski narząd płciowy działa prawidłowo – jak opisano w ich badaniu „Nocturnal Penile Tumescence Monitoring with Stamps”;
- Ekonomia

Lindie Hanyu Liang, Douglas Brown, Huiwen Lian, Samuel Hanig, D. Lance Ferris i Lisa Keeping
Za zbadanie, czy używanie lalek Voodoo jest skuteczne dla pracowników w odwecie na agresywnych szefach.

## 2017
- Fizyka

Marc-Antoine Fardin
Za wykorzystanie dynamiki płynów do zbadania pytania „Czy kot może być zarówno ciałem stałym, jak i płynem?”;
- Nagroda pokojowa

Milo Puhan, Alex Suarez, Christian Lo Cascio, Alfred Zahn, Markus Heitz i Otto Braendli 
Za wykazanie, że regularne granie na didgeridoo jest skutecznym sposobem leczenia obturacyjnego bezdechu sennego i chrapania;
- Ekonomia

Matthew Rockloff i Nancy Greer 
Za ich eksperymenty mające na celu sprawdzenie, jak kontakt z żywym krokodylem wpływa na częstotliwość popadania w hazard;
- Anatomia

James Heathcote
Za badania medyczne „Dlaczego starzy ludzie mają duże uszy?”;
- Biologia

Kazunori Yoshizawa, Rodrigo Ferreira, Yoshitaka Kamimura i Charles Lienhard 
Za odkrycie żeńskiego penisa i męskiej pochwy u owadów jaskiniowych z rodzaju Neotrogla; 
- Dynamika płynów

Jiwon Han
Za badanie dynamiki rozlewania się płynów, aby dowiedzieć się, co się dzieje, gdy osoba cofa się, niosąc filiżankę kawy;
- Odżywianie

Fernanda Ito, Enrico Bernard i Rodrigo Torres
Za pierwsze naukowe doniesienie o ludzkiej krwi w diecie włochatego nietoperza wampira;
- Medycyna

Jean-Pierre Royet, David Meunier, Nicolas Torquet, Anne-Marie Mouly i Tao Jiang
Za wykorzystanie zaawansowanej technologii skanowania mózgu do pomiaru stopnia, w jakim niektórzy ludzie są zniesmaczeni serem;
- Poznanie

Matteo Martini, Ilaria Bufalari, Maria Antonietta Stazi i Salvatore Maria Aglioti
Za wykazanie, że wiele bliźniąt jednojajowych nie jest w stanie odróżnić się wizualnie; 
- Położnictwo

Marisa López-Teijón, Álex García-Faura, Alberto Prats-Galino i Luis Pallarés Aniorte
Za pokazanie, że rozwijający się płód ludzki reaguje silniej na muzykę odtwarzaną elektromechanicznie w pochwie matki niż na muzykę odtwarzaną elektromechanicznie brzuch matki. Opatentowane 29 września 2015 roku, nr. patentu ES2546919B1.

## 2016
- Percepcja

Atsuki Higashiyama i Kohei Adachi (Japonia)
Za naukowe zbadanie, czy świat i rzeczy wyglądają inaczej, jeśli się pochylimy i oglądamy je między własnymi nogami. Wnioski opisali w piśmie "Vision Research". Odkryli, że znika wtedy iluzja księżycowa, która sprawia, że Księżyc zawieszony nisko nad horyzontem wydaje się dużo większy niż w zenicie.
- Nagroda pokojowa

Gordon Pennycook ze współpracownikami z Uniwersytetu w Waterloo (Kanada)
Za badanie zatytułowane „On the Reception and Detection of Pseudo-Profound Bullshit” (pol. "O recepcji i detekcji pseudonaukowej gówno prawdy"), w którym przeanalizowali pseudonaukowy bełkot, który, mimo że brzmi całkiem sensownie, to nie ma nic wspólnego z prawdą i nie ma najmniejszego sensu.
- Ekonomia

Mark Avis ze współpracownikami
Za badanie tego, jak ludzie postrzegają osobowość różnych skał, tj. czy są one godne zaufania, szczere, sentymentalne etc. I jaki ma to wpływ na ich sprzedaż i marketing.
- Literatura

Fredrik Sjöberg (Szwecja)
Za pierwszy tom autobiograficznej trylogii opisującej poświęconą "przyjemnościom kolekcjonowania much, które są martwe, oraz takich, które nie są jeszcze martwe". Pierwszy tom nosi tytuł "Droga kolekcjonera much", drugi: "Pułapka na muchy".
- Psychologia

Evelyne Debey z kolegami.
Za zapytanie tysiąca kłamców, jak często kłamią, i za zadecydowanie, czy wierzyć ich odpowiedziom, biorąc pod uwagę ich wiek. Psychologowie przepytali 1005 gości centrum nauki Nemo w Amsterdamie, jak często kłamią, a także sprawdzili, na ile umiejętnie to potrafią robić. Okazało się, że najbardziej uzdolnionymi kłamcami są "młodzi dorośli" (tj. ludzie w wieku od 18 do 29 lat), ale najczęściej kłamią nastolatkowie.
- Biologia

W roku 2016 zostały przyznane dwie nagrody w tej dziedzinie:
Charlesa Fostera
Za życie pośród dzikiej przyrody jako, w różnych okresach, borsuk, wydra, jeleń, lis i ptak, by zjednoczyć się ze swoją wewnętrzną bestią.
Thomasa Thwaitesa
Za stworzenie protez kończyn, które pozwalały mu na poruszanie się jak kozy i spędzenie czasu pośród wzgórz trzech pełnych dni w towarzystwie tych zwierząt na zboczu szwajcarskich Alp.
- Rozmnażanie

Dr Ahmeda Shafika (Egipt)
Za zbadanie wpływu noszenia poliestrowych, bawełnianych i wełnianych spodni na życie seksualne szczurów.
- Fizyka

Gabor Horvath ze współpracownikami z Uniwersytetu Eotvosa (Węgry)
Za odkrycie, dlaczego konie o białym umaszczeniu są najmniej atakowane przez bąki, i za odkrycie, dlaczego ważki czują zgubne przyciąganie do czarnych lśniących nagrobków.
- Chemia

Volkswagen
Za rozwiązanie problemu nadmiernej emisji zanieczyszczeń przez samochody, przez automatyczną elektromechaniczną redukcję zanieczyszczeń, tylko gdy samochody są testowane.
- Medycyna

Christoph Helmchen ze współpracownikami
Za odkrycie, że jeśli nas swędzi po lewej stronie ciała, można sobie ulżyć, patrząc w lustro i drapiąc się po prawej stronie ciała (i vice versa).

## 2015
- Chemia

Callum Ormonde, Colin Raston (Australia) oraz Tom Yuan, Stephan Kudlacek, Sameeran Kunche, Joshua N. Smith, William A. Brown, Kaitlin Pugliese, Tivoli Olsen, Mariam Iftikhar, Gregory Weiss (Stany Zjednoczone)
Za opracowanie sposobu na to, jak częściowo „odgotować” jajka.
- Fizyka

Patricia Yang, David Hu, Jonathan Pham i Jerome Choo
Za wykazanie, że prawie wszystkie ssaki opróżniają swoje pęcherze w ciągu około 21 sekund.
- Biologia

Bruno Grossi, Omar Larach, Mauricio Canals, Rodrigo A. Vásquez, José Iriarte-Díaz
Za obserwację, że przy zmianie punktu ciężkości kurczaka za pomocą sztucznego ogona, zaczyna on chodzić jak dinozaur.
- Literatura

Mark Dingemanse, Francisco Torreira, Nick J. Enfield
Za odkrycie, że słowo „hę” (lub jego synonim) istnieje w każdym języku, choć do końca nie wiadomo, dlaczego.
- Zarządzanie

Gennaro Bernile, Vineet Bhagwat, P. Raghavendra Rau
Za odkrycie, że u wielu liderów biznesu rozwinęła się w dzieciństwie słabość do podejmowania ryzyka, po doświadczeniu katastrof naturalnych (takich jak trzęsienia ziemi, wybuchy wulkanów, tsunami i pożary), które dla nich nie miały osobistych tragicznych konsekwencji.
- Ekonomia

Policja stołeczna w Bangkoku
Za wprowadzenie nagród pieniężnych dla policjantów, którzy odmówią wzięcia łapówki.
- Matematyka

Elisabeth Oberzaucher i Karl Grammer
Za próbę wykorzystania technik matematycznych do określenia, czy i w jaki sposób sułtan Maroka Maulaj Isma’il mógł być ojcem 888 dzieci.
- Diagnostyka medyczna

Diallah Karim, Anthony Harnden, Nigel D'Souza, Andrew Huang, Abdel Kader Allouni, Helen Ashdown, Richard J. Stevens, Simon Kreckler
Za odkrycie, że ostre zapalenie wyrostka robaczkowego może być dokładnie zdiagnozowane na podstawie bólu, którego pacjent doświadcza po najechaniu na progi zwalniające.
- Fizjologia i entomologia

Justin O. Schmidt – za stworzenie skali do oceny bólu po ukąszeniu przez różne owady.

Michael L. Smith – za testowanie na sobie, które miejsca na ciele są najmniej i najbardziej bolesne przy ukąszeniach owadów.
- Medycyna

Hajime Kimata, Jaroslav Durdiakov, Peter Celec, Natalia Kamodyová, Tatiana Sedláčkova, Gabriela Repiská, Barbara Sviežená, Gabriel Minárik
Za badania nad biomedycznymi korzyściami lub konsekwencjami intensywnego całowania się.

## 2014
- Psychologia

Peter K. Jonason, Amy Jones, i Minna Lyons (Australia, Wielka Brytania i Stany Zjednoczone)
Za gromadzenie dowodów na to, że ludzie, którzy zwykle budzą się późno, częściej popadają w samouwielbienie, lubią manipulować innymi i są bardziej psychopatyczni od tych wstających wcześnie rano.
- Fizyka

Kiyoshi Mabuchi, Kensei Tanaka, Daichi Uchijima i Rina Sakai (Japonia)
Za zmierzenie tarcia pomiędzy podeszwą buta a skórką banana oraz pomiędzy skórką banana a podłogą, w momencie gdy osoba staje na skórce od banana leżącej na podłodze.
- Reologia i biologia

Marc-Antoine Fardin
Za badaniami nad reologią kota i odkrycie że kot może być (w zależności od potrzeby) ciałem stałym lub cieczą 
- Neurobiologia

Jiangang Liu, Jun Li, Lu Feng, Ling Li, Jie Tian, i Kang Lee (Chiny i Kanada)
Za badania nad zrozumieniem jakie reakcje zachodzą w mózgu osób, które na przypieczonym toście widzą wizerunek Jezusa Chrystusa.
- Publiczna opieka zdrowotna

Jaroslav Flegr, Jan Havlíček, Jitka Hanušova-Lindova, David Hanauer, Naren Ramakrishnan, Lisa Seyfried (Czechy, Japonia, USA i Indie)
Za badania czy posiadanie przez człowieka kota stanowi zagrożenie dla jego psychiki.
- Biologia

Vlastimil Hart, Petra Nováková, Erich Pascal Malkemper, Sabine Begall, Vladimír Hanzal, Miloš Ježek, Tomáš Kušta, Veronika Němcová, Jana Adámková, Kateřina Benediktová, Jaroslav Červený, Hynek Burda (Niemcy, Czechy i Zambia)
Za skrupulatne badania udowadniające, że psy załatwiające „potrzebę” preferują ustawianie swego ciała wzdłuż pola elektromagnetycznego Ziemi na linii północ-południe.
- Sztuka

Marina de Tommaso, Michele Sardaro i Paolo Livrea (Włochy)
Za pomiary subiektywnego odczuwania bólu spowodowanego skierowaniem na dłoń silnego promienia lasera w czasie oglądania ładnego lub brzydkiego obrazu.
- Ekonomia

Włoski Narodowy Instytut Statystyki
Za poważne potraktowanie dyrektyw Unii Europejskiej o potrzebie włączenia do budżetów krajowych dochodów pochodzących z prostytucji, handlu narkotykami czy przemytu.
- Medycyna

Ian Humphreys, Sonal Saraiya, Walter Belenky i James Dworkin (USA i Indie)
Za opracowanie metody tamowania „niekontrolowanego” krwawienia z nosa za pomocą wkładania do nozdrzy peklowanej wołowiny.
- Nauki o Arktyce

Eigil Reimers i Sindre Eftestøl (Norwegia, Niemcy, USA i Kanada)
Za badania nad tym, jak reaguje renifer na widok człowieka przebranego za niedźwiedzia polarnego.
- Dietetyka

Raquel Rubio, Anna Jofré, Belén Martín, Teresa Aymerich i Margarita Garriga (Hiszpania)
Za publikację pod tytułem „Charakterystyka bakterii kwasu mlekowego wyizolowanych ze stolca dzieci, jako potencjalnych starterów kultur probiotyków do sfermentowania kiełbasy”.

## 2013
- Psychologia

Laurent Bègue, Oulmann Zerhouni, Baptiste Subra, Medhi Ourabah, Brad Bushman
Osoby, które myślą, że są pijane, myślą, że są atrakcyjne.
- Biologia i astronomia

Marie Dacke, Emily Baird, Marcus Byrne, Clarke Scholtz, Eric Warrant
Udowodnienie, że żuki gnojarze orientują się w przestrzeni na podstawie Drogi Mlecznej.
- Medycyna

Masateru Uchiyama, Xiangyuan Jin, Qi Zhang, Toshihito Hirai, Atsushi Amano, Hisashi Bashuda, Masanori Niimi
Udowodnienie, że słuchanie oper pozytywnie wpływa na myszy po przeszczepie serca.
- Inżynieria bezpieczeństwa

Gustano A. Pizzo
Pułapka na porywaczy samolotów.
- Fizyka

Alberto Minetti, Yuri Ivanenko, Germana Cappellini, Nadia Dominici, Francesco Lacquaniti
Udowodnienie, że możliwe jest bieganie po powierzchni zbiornika wodnego, jeśli znajdowałby się on na Księżycu.
- Chemia

Shinsuke Imai, Nobuaki Tsuge, Muneaki Tomotake, Yoshiaki Nagatome, Toshiyuki Nagata, Hidehiko Kumgai
Ustalenie, że proces biochemiczny zachodzący w cebuli, który powoduje u ludzi płacz jest bardziej skomplikowany niż wcześniej przypuszczano.
- Archeologia

Brian Crandall, Peter Stahl
Zjedzenie półsurowej ryjówki w celu sprawdzenia, które kości zostaną rozłożone przez ludzki system trawienny.
- Pokojowa nagroda

Alaksandr Łukaszenka, Białoruś
Ustanowiony przez prezydenta zakaz klaskania oraz aresztowanie przez milicję jednorękiego mężczyzny za klaskanie.
- Rachunek prawdopodobieństwa

Bert Tolkamp, Marie Haskell, Fritha Langford, David Roberts, Colin Morgan
Udowodnienie, że im dłużej krowa leży, tym bardziej prawdopodobne jest, że wstanie, ale jednocześnie nie łatwe będzie określenie, kiedy znów się położy.
- Zdrowie publiczne

Kasian Bhanganada, Tu Chayavatana, Chumporn Pongnumkul, Anunt Tonmukayakul, Piyasakol Sakolsatayadorn, Krit Komaratal, Henry Wilde
Za rekomendowanie najlepszych technik chirurgicznych przyszywania odciętych penisów.

## 2012
- Psychologia

Anita Eerland, Rolf Zwaan i Tulio Guadalupe
Za pracę badawczą, w wyniku której stwierdzili, że osoby stojące na powierzchni nachylonej nieco w lewą stronę, mają tendencję do niedoszacowywania wysokości wieży Eiffla.
- Nagroda pokojowa

Rosyjska firma SKN
Za przetwarzanie starej rosyjskiej amunicji w diamenty.
- Akustyka

Kazutaka Kurihara i Koji Tsukada
Za skonstruowanie urządzenia SpeechJammer, służącego do zakłócania mowy, poprzez odtwarzanie osobie mówiącej jej własnych słów z opóźnieniem ok. 0,2 sekundy.
- Neurobiologia

Craig Bennett, Abigail Baird, Michael Miller i George Wolford
Za pokazanie, że z wykorzystaniem złożonych urządzeń i prostej statystyki, neurobiolodzy są zdolni dostrzec konkretne przejawy aktywności mózgu nawet w ciele martwego łososia szlachetnego.
- Chemia

Johan Pettersson
Za wyjaśnienie, dlaczego w szwedzkiej miejscowości Anderslöv włosy części z jej mieszkańców niespodziewanie zmieniły kolor na zielony.
- Literatura

Amerykańska publiczna instytucja kontrolna Government Accountability Office
Za wydanie sprawozdania o sprawozdaniach o sprawozdaniach i zalecenie przygotowania w przyszłości sprawozdania na jego temat.
- Fizyka

Joseph Keller oraz Raymond Goldstein, Patrick Warren i Robin Ball
Za wyznaczenie sił kształtujących i poruszających włosami we fryzurze typu koński ogon.
- Hydrodynamika

Rusłan Krieczetnikow i Hans Hayer
Za badanie pod kątem mechaniki płynów oraz teorii układów dynamicznych kwestii ruchów cieczy w niesionej w dłoni filiżance kawy.
- Anatomia

Frans de Waal i Jennifer Pokorny
Za odkrycie, że szympansy zwyczajne potrafią rozpoznawać się wzajemnie, kierując się jedynie fotografią tylnej części ciała.
- Medycyna

Emmanuel Ben-Soussan i Michel Antonietti
Za badania prowadzące do minimalizacji ryzyka eksplozji gazów jelitowych podczas zabiegu kolonoskopii.

## 2011
- Nagroda Pokojowa

Artūras Zuokas, ówczesny mer Wilna
Za odkrycie, że problem samochodów zaparkowanych nieprzepisowo na ścieżce rowerowej można rozwiązać, rozjeżdżając je pojazdem opancerzonym.

## 2010
- Nagroda Pokojowa

Richard Stephens z Keele University
Za odkrycie, że przeklinanie łagodzi ból. Uczonego zainspirowała sytuacja, w której po tym, jak uderzył się młotkiem w kciuk i rzucił wiązankę przekleństw, stwierdził, że zadziałało to jak środek przeciwbólowy.
- Medycyna

Holenderscy naukowcy
Za odkrycie, że "pozytywny stres" – jak jazda kolejką górską – zmniejsza uczucie duszności u astmatyków.
- Zdrowie Publiczne

Manuel Barbeito z USA
Za odkrycie, że nawet po umyciu brody szamponem zarazki pozostawały na owłosieniu twarzy.
- Zarządzanie

Włoscy uczeni
Za matematyczne wykazanie, że losowe promowanie pracowników sprawiłoby, iż dana firma funkcjonowałaby lepiej.
- Fizyka

Lianne Parkin, Sheila Williams i Patricia Priest z Uniwersytetu Otago w Nowej Zelandii
Za pomysł zakładania skarpet na buty tak, by zapobiec ślizganiu się po oblodzonych chodnikach i wykazaniu, że ten sposób jest skuteczny.
- Inżynieria

Karina Acevedo-Whitehouse i Agnes Rocha-Gosselin z Londyńskiego Towarzystwa Zoologicznego
Za opracowanie sposobu wydobywania smarków wielorybów za pomocą zdalnie sterowanego helikoptera w celu monitorowania zdrowia zwierząt.
- Transport

Japońscy i brytyjscy uczeni
Za opracowanie najodpowiedniejszego rozmieszczenia torów kolejowych przy pomocy porostów.
- Ekonomia

Zarządy skompromitowanych instytucji finansowych (m.in. Goldman Sachs, AIG, Lehman Brothers)
Za opracowanie nowych sposobów inwestowania pieniędzy, dzięki którym można zmniejszyć ryzyko i zwiększać zyski.
- Biologia

Uczeni z Chin i Wielkiej Brytanii
Za odkrycie, iż owocożerne nietoperze uprawiają seks oralny.
- Wyróżnienia

Eric Adams z Massachusetts Institute of Technology, Scott Socolofsky z Uniwersytetu A&M w Teksasie, Stephen Masutani z Uniwersytetu Hawajskiego oraz firma BP
Za obalenie powszechnego poglądu, że woda i ropa nie mieszają się ze sobą.

## 2009
- Biologia

Fumiaki Taguchi, Song Guofu i Zhang Guanglei z japońskiego Uniwersytetu Kitasato
Za wykazanie, że masę odpadów kuchennych można zmniejszyć o ponad 90%, wykorzystując do tego bakterie pozyskane z odchodów pandy wielkiej.
- Chemia

Javier Morales, Miguel Apatiga i Victor M. Castano z Narodowego Uniwersytetu Autonomicznego Meksyku
Za otrzymanie warstwy diamentowej z tequili.
- Ekonomia

Członkowie zarządów, dyrektorzy i rewidenci księgowi czterech islandzkich banków – Kaupthing Bank, Landsbanki, Glitnir i Islandzkiego Banku Centralnego
Za udowodnienie, że małe banki mogą gwałtownie stać się bankami wielkimi i odwrotnie (oraz udowodnienie, że podobnie może stać się z całą narodową gospodarką – zob. kryzys finansowy w Islandii).
- Literatura

Irlandzka policja
Za wystawienie ponad 50 mandatów za wykroczenia w ruchu drogowym Polakowi o nazwisku „Prawo Jazdy”.
- Matematyka

Gideon Gono, naczelnik Reserve Bank of Zimbabwe (zimbabwejskiego banku centralnego)
Za umożliwienie ludziom codziennego kontaktu z szerokim zakresem liczb, poprzez emisję pieniędzy o nominałach od jednego centa do stu bilionów dolarów.
- Medycyna

Donald L. Unger z Thousand Oaks w Stanach Zjednoczonych
Za zbadanie możliwej przyczyny zapalenia stawów w palcach, poprzez trzaskanie knykciami tylko lewej dłoni codziennie przez 50 lat.
- Nagroda Pokojowa

Stephan Bolliger, Steffen Ross, Lars Oesterhelweg, Michael Thali i Beat Kneubuehl z Uniwersytetu w Bernie
Za porównanie szkodliwości uderzenia w głowę butelką pustą i pełną piwa.
- Fizyka

Katherine K. Whitcome z University of Cincinnati, Daniel E Lieberman z Harvard University i Liza J. Shapiro z University of Texas at Austin
Za analityczne określenie, dlaczego ciężarne kobiety nie przewracają się.
- Zdrowie publiczne

Elena N. Bodnar, Raphael C. Lee i Sandra Marijan z Chicago
Za wynalezienie biustonosza, który można szybko przekształcić w dwie maski gazowe.
- Medycyna weterynaryjna

Catherine Douglas and Peter Rowlinson z Uniwersytetu w Newcastle w Wielkiej Brytanii
Za wykazanie, że krowy, którym nadano imiona, dają więcej mleka aniżeli krowy bezimienne.

## 2008
- Literatura

David Sims
Za przeprowadzenie eksperymentalnego badania roli przekleństw w organizacjach (w tym za tytuł dzieła).
- Kognitywistyka

Toshiyuki Nakagaki, Hiroyasu Yamada, Ryo Kobayashi, Atsushi Tero, Akio Ishiguro, Ágotá Tóth
Za stwierdzenie, że śluzowce dysponują inteligencją pozwalającą przejść przez labirynt.
- Ekonomia

Geoffrey Miller, Joshua Tyber i Brent Jordan
Za określenie wpływu miesiączki u tancerek erotycznych na wysokość napiwków.
- Medycyna

Dan Ariely
Za wykrycie, iż drogie placebo jest skuteczniejsze niż tanie.
- Dietetyka

Massimiliano Zampini i Charles Spence
Za odkrycie, że jedzenie lepiej smakuje, kiedy lepiej brzmi, stare frytki spożywane przy asyście dźwięków chrupania stają się w smaku świeżymi frytkami.
- Pokojowa

Szwajcarski Federacyjny Komitet Etyki ds. Biotechnologii Nieczłowieczej
Za przyjęcie zasady prawnej, iż rośliny mają godność.
- Archeologia

Astolfo Gomes de Mello Araujo i Jose Carlos Marcelino
Za wykrycie faktu, iż pancerniki mają wpływ na interpretację historii, a przynajmniej na porządek w wykopaliskach.
- Chemia

W roku 2008 nagrodę tę przyznano dwóm zespołom badaczy, ze względu za pracę nad wykluczającymi się badaniami.
Sheree Umpierre, Joseph Hill i Deborah Anderson
Za odkrycie plemnikobójczych właściwości coca-coli.
C.Y. Hong, C.C. Shieh, P. Wu i B.N. Chiang
Za udowodnienie, że to nieprawda.
- Fizyka

Dorian Raymer i Douglas Smith
Za udowodnienie, że pozostawione samym sobie włosy lub sznurki same się poplączą.

## 2007
- Lotnictwo

Patricia V. Agostino, Santiago A. Plano i Diego A. Golombek
Za odkrycie, że chomiki szybciej dochodzą do siebie po zespole nagłej zmiany strefy czasowej, gdy poda im się viagrę.
- Biologia

Johanna E.M.H. van Bronswijk
Za obliczenie liczby roztoczy i innych organizmów przebywających w łóżku człowieka.
- Chemia

Mayu Yamamoto
Za wyekstrahowanie aromatu wanilii (waniliny) z krowich odchodów.
- Ekonomia

Hsieh Kuo-cheng
Za wynalazek (opatentowany) w postaci urządzenia łapiącego w sieć osoby usiłujące dokonać napadu na bank.
- Lingwistyka

Juan Manuel Toro, Josep B. Trobalon i Nuria Sebastian-Galles
Za wykazanie, że szczury niekiedy nie odróżniają języka japońskiego, odtwarzanego od tyłu, od języka holenderskiego (również odtwarzanego od tyłu).
- Literatura

Glenda Browne
Za badania nad słowem "the" i jego wpływem na pozycję tytułów książek w ich indeksach.
- Medycyna

Dan Meyer i Brian Witcombe
Za badania nad skutkami ubocznymi połykania mieczy.
- Żywienie

Brian Wansink
Za badania nad apetytem człowieka prowadzone poprzez karmienie ludzi z miski ciągle uzupełniającej (bez ich wiedzy) zjedzoną zupę.
- Nagroda pokojowa

Laboratorium Badawcze Sił Powietrznych w Bazie Sił Powietrznych im. braci Wright i Franka Pattersona w Dayton (stan Ohio)
Za badania nad stworzeniem "bomby homoseksualnej", która miałaby wywoływać u żołnierzy wroga homoseksualny popęd do swoich towarzyszy broni.
- Fizyka

L. Mahadevan i Enrique Cerda Villablanca
Za teoretyczne badania nad mięciem się prześcieradeł.

## 2006
- Ornitologia

Ivan R. Schwab z University of California w Davis, Philip R. A. May z University of California w Los Angeles
Za próbę wyjaśnienia, dlaczego dzięcioły nie mają bólów głowy.
- Entomologia

Wasmia Al-Houty oraz Faten Al-Mussalam z Kuwejtu
Za badania nad tym, jakiego rodzaju odchody najbardziej smakują miejscowym żukom.
- Nagroda pokojowa

Howard Stapleton z Merthyr Tydfil w Walii
Za wynalazek elektromechanicznego odstraszacza nastolatków, wytwarzającego denerwujący dźwięk niesłyszalny dla dorosłych. Następnie za zastosowanie tej samej technologii do skomponowania dzwonków do telefonów komórkowych, które są słyszalne tylko dla nastolatków, a nie np. dla nauczycieli.
- Akustyka

Randolph Blake z Vanderbilt University, James Hillenbrand z Western Michigan University i D. Lynn Halpern z Harvardu
Za eksperymentalne badania, dlaczego dźwięk towarzyszący drapaniu paznokciami w tablicę jest nieprzyjemny.
- Matematyka

Nic Svernson oraz Piers Barnes
Za obliczenie, ile zdjęć grupowych trzeba, aby (niemal) nikt nie miał zamkniętych oczu.
- Literatura

Daniel Oppenheimer z Princeton University
Za raport o nadużywaniu długich słów.
- Medycyna

Francis M. Fesmire z University of Tennessee
Za artykuł "Zakończenie uporczywej czkawki dzięki masażowi odbytu przy pomocy palca".
- Fizyka

Basile Audoly i Sebastien Neukirch z Uniwersytetu im. Pierre'a i Marie Curie w Paryżu
Za wyjaśnienie, dlaczego suche spaghetti łamie się na kilka kawałków, zamiast pękać w połowie.
- Chemia

Antonio Mulet, Jose Javier Benedito i Jose Bon z uniwersytetu w Walencji oraz Carmen Rossello z uniwersytetu w Palma de Mallorca
Za badania opisujące "wpływ temperatury na prędkość rozchodzenia się ultradźwięków w serze cheddar".
- Biologia

Bart Knols, Ruurd de Jong z Wageningen University & Research (Holandia)
Za eksperyment wykazujący, że samice komarów roznoszących malarię są wabione równie silnie przez zapach sera limburskiego oraz zapach ludzkich stóp.

## 2005
- Historia Rolnictwa

James Watson z Uniwersytetu Masseya w  (Nowa Zelandia)
Za badania "Eksplodujące spodnie pana Richarda Buckleya i dlaczego jest to ważne". Problem polegał na stosowaniu chloranu sodu używanego do walki z chwastami, który w połączeniu z dżinsem eksplodował.
- Fizyka

John Mainstone i (nieżyjący) Thomas Parnell z Uniwersytetu w Queensland (Australia)
Za systematyczne badania, zaczęte w 1927 r., w których kawałek bitumenu (smoły ziemnej) kapie z lejka z szybkością jednej kropli na 9-12 lat (w 2000 r. spadła ósma kropla).
- Medycyna

Gregg A. Miller z Oak Grove w Missouri (USA)
Za wynalezienie neuticles – protez jąder dla psów w trzech różnych rozmiarach i o trzech stopniach twardości (psy są często kastrowane lub cierpią na wnętrostwo).
- Literatura

Zbiorowo dla przedsiębiorczych pisarzy nigeryjskich
Za stworzenie i użycie e-maila do przekazu "wspaniałych krótkich opowiadań z postaciami takimi jak generał Sani Abacha, pani Mariam Sanni Abacha, mecenas Jon A. Mbeki i inni, z których każdy potrzebuje tylko trochę pieniędzy, żeby odzyskać olbrzymią fortunę, którą następnie podzieli się z przyjemnością z czytelnikami" (patrz też: nigeryjski szwindel).
- Nagroda Pokojowa

Claire Rind oraz Peter Simmons z Uniwersytetu w Newcastle (Wielka Brytania)
Za elektroniczny monitoring układu nerwowego szarańczy w czasie oglądania filmu "Gwiezdne wojny" (chodziło o zbadanie percepcji wzrokowej u szarańczy).
- Ekonomia

Gauri Nanda z Massachusetts Institute of Technology (USA)
Za wynalezienie budzika, który ucieka i ukrywa się w czasie dzwonienia, dzięki czemu budzenie jest skuteczniejsze i daje w efekcie statystycznie dłuższy dzień pracy.
- Chemia

Edward Cussler z Uniwersytetu w Minnesocie oraz Brian Gettelfinger z Uniwersytetu w Wisconsin (USA)
Za przeprowadzenie eksperymentu dotyczącego pływania w syropie.
- Biologia

Benjamin Smith z Uniwersytetu W Adelajdzie (Australia)
Za wąchanie i skatalogowanie zapachu zestresowanych żab.
- Dieta

Dr Yoshiro Nakamatsu z Tokio (Japonia)
Za robienie zdjęć i analizę retrospektywną każdego posiłku zjedzonego przez niego przez ostatnie 34 lata.
- Mechanika Płynów

Victor Benno Meyer-Rochow z Międzynarodowego Uniwersytetu w Bremie (Niemcy) i Uniwersytetu w Oulu (Finlandia) oraz József Gál z Uniwersytetu Loránda Eötvösa (Węgry)
Za użycie podstawowych zasad fizyki do oceny ciśnienia wewnątrz organizmu pingwina w czasie wypróżniania się (zarejestrowano czterokrotnie wyższe ciśnienie niż u człowieka w tej samej sytuacji).

## 2001
- Ekonomia

Wojciech Kopczuk z Uniwersytetu Kolumbii Brytyjskiej i Joel Slemrod z Uniwersytetu Michigan Business School, za odkrycie, że ludzie znaleźli metodę przesuwania daty śmierci jeśli by to powodowało płacenie mniejszego podatku spadkowego przez ich spadkobierców.